# جون راسل (فيكونت أمبرلي)
جون راسل، فيكونت أمبرلي (بالإنجليزية: John Russell, Viscount Amberley)‏ (وُلد 10 ديسمبر/ كانون الأول عام 1842 وتوفي 9 يناير/ كانون الثاني عام 1876) هو سياسي وكاتب بريطاني. كان الابن البكر لجون راسل الذي شغل منصب رئيس وزراء المملكة المتحدة مرتين، وأبَ الفيلسوف بيرتراند راسل. يُعرف بآرائه غير التقليدية حول الدين ودعمه النشط لتحديد النسل وحق المرأة في التصويت، ما ساهم في انتهاء مسيرته القصيرة كعضو في البرلمان عن الحزب الليبرالي.

## طفولته ودراسته
وُلِد جون راسل في 10 ديسمبر/ كانون الأول عام 1842 في شيشام في لندن، وهو الابن الأول للورد جون راسل ابن دوق بيدفورد السادس. كانت والدته زوجة اللورد راسل الثانية وهي السيدة فرانسيس ابنة إيرل مينتو الثاني. أصبح والده في عام 1846 رئيس وزراء المملكة المتحدة وشغل هذا المنصب مرتين. أصبح ابن اللورد جون يعرف باسم فيكونت أمبرلي نظرًا لترقيته لرتبة إيرل في عام 1861.
أُرسل إلى مدرسة هارو بعد انتهاء تعليمه المنزلي. كان فتى مجتهدًا على نحو استثنائي وأسرَّ تفوقه في المدرسة والده. التحق بعد ذلك بجامعة إدنبرة وكلية الثالوث في كامبريدج. كوّن هناك صداقة وثيقة ودائمة مع كوبدن ساندرسون الذي شاركه آراءه الدينية. غادر كلاهما كامبردج دون الحصول على درجة علمية، غارد أمبرلي كامبردج في فبراير/ شباط عام 1863 بسبب كرهه النمط الاجتماعي وتركيز الجامعة على الرياضيات.

## وجهات نظره وسياسته
كتب أمبرلي في أوائل ستينيات القرن التاسع عشر في عيد ميلاده الحادي والعشرين رافضًا ألوهية المسيح: «أنا في هذه اللحظة ما يسمى (ربوبيًا)». بدأ في عام 1864 دراسة مقارنة بين الأديان في كتابه الذي حمل عنوان (تحليل العقائد الدينية). نشر الجزء الأول من مقاله عن (كنيسة إنجلترا كهيئة دينية) في ديسمبر/ كانون الأول عام 1866 والثاني في فبراير/ شباط عام 1867، وقال إنَّ رجال الدين المسيحيين يجب أن ينظروا إلى جميع العقائد اللاهوتية بشكل متساوِ لأن كنيسة إنجلترا كانت كنيسة وطنية، وعلى جميع المواطنين دفع الضرائب العشرية بغض النظر عن قناعاتهم الشخصية.
مارس والد أمبرلي ضغوطًا عليه لدخول السياسة، وتوقع صديقه الفيلسوف جون ستيوارت ميل أن يصبح وريثه السياسي. فشل ترشيحه في عام 1865 في ليدز، ثم انتُخب عضوًا في البرلمان عن نوتنغهام في 11 مايو/ أيار عام 1866. كان ليبراليًا تقدميًا، وبقي حتى 17 نوفمبر/ تشرين الثاني عام 1868. شكّلت وجهات نظر أمبرلي الدينية عقبة كبيرة أمام حياته السياسية، بالإضافة إلى غضب رجال الدين الليبراليين منه لرفضه الحضور للكنيسة يوم الأحد. دعا إلى تحديد النسل كوسيلة لحل مشكلة الاكتظاظ السكاني وقضايا الصحة العامة، حيث اتهم بدعم تقليل الزواج والإجهاض وإهانة الأطباء.  كلفه هذا الموقف مقعدًا في انتخابات جنوب ديفون في عام 1868. تخلى بعد ذلك عن منصبه البرلماني، لكنه واصل الكتابة والتحدث لدعم حق المرأة في التصويت.
أضاف انسحابه من العمل السياسي مزيدًا من الوقت له أمضاه في دراسة الأديان ونشر المقالات. كان والداه وإخوته يتسامحون مع أفكاره غير التقليدية لكنهم اختلفوا معها. ورفضوا تأييده للفلسفة الوضعية. انضم إلى جمعية السلام للعمال التي تأسست في عام 1870، لكنه عارض فكرة نزع السلاح قائلاً إنها «ستؤدي غالبًا إلى الحرب».

## حياته الشخصية
التقى اللورد أمبرلي في نوفمبر/ تشرين الثاني عام 1860 جانيت تشامبرز ووقع في حبها، وهي ابنة الناشر روبرت تشامبرز. بقيت علاقتهما جيدة حتى وفاتها في عام 1863، لكن لا يبدو أنه قد فكر في الزواج منها.
التقى كاثرين ستانلي في بداية عام 1864. كره اللورد والسيدة راسل والديها وهما السياسي اللورد ستانلي من ألدرلي والسيدة ستانلي من ألدرلي. ولذلك مُنعا من رؤية بعضهما البعض لمدة ستة أشهر، لكنهما تزوجا مباشرة بعد ذلك في 8 نوفمبر/ تشرين الثاني عام 1864 في ألدرلي في شيشاير. اختلفت صفات الزوج الجاد والخجول مع السيدة آمبرلي المرحة جدًا، وكان زواجهما القصير سعيدًا جدًا.
كان لأمبرلي ولدان وبنتان توأم توفيت إحداهما قبل الولادة. وُلد طفلهما الأكبر فرانك بعد تسعة أشهر من زواجهما. ولدت راشيل لوكريشيا وشقيقتها الميتة قبل موعد ولادتهما في 2 مارس/ آذار عام 1868 في سانت مارتن في لندن بعد وقت قصير من عودة الزوجين من جولتهما في أمريكا الشمالية، سميت الابنة الثانية نسبة للوكريشيا موت المصلحة الاجتماعية التي قابلها الزوجان في بوسطن. اشترى اللورد أمبرلي وزوجه في عام 1870 رافينسكروفت، وهو منزل ريفي بالقرب من تشيبستو في مونماوث شاير، حيث كان يعمل قاضياً، وأمضيا وقتهما في الاستمتاع بالطبيعة والحياة المنزلية. ولد برتراند وهو أصغر أبنائهما وأبرزهم في عام 1872. طلب أمبرلي من جون ستيوارت ميل أن يكون عراب برتراند للعلمانية، وقبل ميل طلبه.
التقى اللورد أمبرلي مع دوغلاس سبالدينج عن طريق ميل، عمل دوغلاس كمحام وعالم أحياء هاوٍ درّس أبناء ميل. شجعه أمبرلي على مواصلة أبحاثه حول فلسفة التطبع في منزله على الرغم من أن ضيوفه شعروا بالخوف لرؤية الدجاج يتجول في قاعة الرسم والمكتبة. عانى سبالدينج من مرض السل وبالتالي كان غير مناسب للزواج. شعر اللورد أمبرلي أنه لا يوجد أي سبب لعزلة سبالدينج، وسمح له بعد نقاش مع زوجه بالقيام بعلاقة جنسية معها.

## الترمل والموت
واجه أمبرلي أول نوبة صرع له في عام 1873. قرر اللورد والسيدة أمبرلي قضاء الشتاء في روما للاهتمام بصحته وأخذا معهما سبالدينج وفرانك. شُخّص فرانك عندما عاد إلى إنجلترا في مايو/ أيار من عام 1874 بمرض الخناق، ولكن تلقى الرعاية من قبل السيدة أمبرلي وشقيقتها ماود. أصيبت راشيل بالمرض لدى عودتهما إلى رافنسكروفت، وسرعان ما أصيبت السيدة أمبرلي به أيضًا.
أبلغ اللورد أمبرلي والدة زوجه في 27 يونيو/ حزيران أن حياة ابنتها في خطر. وكتب مجددًا إلى السيدة ستانلي في اليوم التالي: «ستعلمين من الطبيب أن كل شيء قد انتهى. لا أستطيع أن أقول أكثر من ذلك. انتهى كل شيء هذا الصباح. أنا بائس جدًا ولا أستطيع متابعة الكتابة».عاشت راشيل حتى 3 يوليو/ تموز. كتب أمبرلي إلى والدته أنه فقد «أعظم الكنوز في هذا العالم».
كان أمبرلي بطبيعته ضعيف الجسد وكئيبًا، وترك بعد وفاة زوجه دون رغبة في الحياة. أحرقت جثة السيدة أمبرلي ونثر رمادها في أرض منزلهم دون أداء طقوس دينية، وهو قرار اعتبر غريبًا. كرّس نفسه في حالة من الاكتئاب الشديد وترك أطفاله في رعاية سبالدينج والخدم للانتهاء من كتابه (تحليل العقائد الدينية) تكريمًا لزوجه.
توفي بسبب التهاب الشعب الهوائية في منزله في 9 يناير/ كانون الثاني عام 1876. دفن بجانب زوجه وابنته وفقًا لرغبته في 13 يناير/ كانون الثاني. ومع ذلك نقل والداه جميع الرفات إلى قبو عائلة راسل في تشنيس.
عيّن أمبرلي في وصيته دوغلاس سبالدينج وكوبدين سانديرسون كأوصياء لفرانك وبيرتراند، لم يتمنَّ أن ينشأ أبناؤه كمسيحيين، ولكن اللورد والسيدة راسيل طعنا في وصيته ونالا الوصاية الكاملة. حرصت السيدة راسل المتدينة على نشر كتاب ابنها بعد شهر من وفاته على الرغم من رفضها لمحتواه. نجح كل من أبناء أمبرلي في النهاية بنيل رتبة الإيرل.